# FN Minimi
La FN Minimi (abreviación de mini-mitrailleuse; «mini ametralladora» en francés) es una ametralladora ligera de origen belga, desarrollada en la Fabrique Nationale (FN) de Herstal por Ernest Vervier. Introducida en los años 1970, entró en servicio con las fuerzas armadas de varios países. El arma actualmente es fabricada en las instalaciones de FN en Herstal y por su subsidiaria FN Manufacturing LLC en Estados Unidos, así como bajo licencia en Australia por Thales Australia, en Italia por Beretta, en Japón por Sumitomo Heavy Industries, en Suecia por Bofors Carl Gustaf y en Grecia por EAS.
La Minimi es un arma que dispara a cerrojo abierto y solamente en modo completamente automático. Principalmente utiliza la munición 5,56×45 mm OTAN, pero también existe una variante para munición 7,62×51 mm OTAN. Puede ser alimentada mediante cinta o cargador.
La Minimi es configurada en diversas variantes: el modelo Estándar como arma de apoyo de escuadra o pelotón, la versión Para para paracaidistas, y el modelo Vehículo como armamento secundario de vehículos de combate.

## Detalles de diseño
La Minimi es un fusil que dispara proyectiles refrigerada por aire, que emplea el sistema de recarga accionada por gas y un pistón de recorrido corto. El cañón es acerrojado con un cerrojo rotativo, que tiene dos grandes tetones y es puesto en batería mediante las cremalleras del portacerrojo. Al disparar, el pistón es impulsado hacia atrás por los gases del disparo que son guiados a través de una abertura situada cerca de la boca del cañón. La biela del pistón empuja el portacerrojo, que inicia su recorrido hacia atrás sobre dos rieles soldados en las paredes del cajón de mecanismos, mientras que el cerrojo aún sigue acoplado a la recámara del cañón. Esta secuencia ofrece un ligero retraso, el cual asegura que la presión de la recámara haya alcanzado un nivel seguro al momento que un entalle del portacerrojo haga girar el cerrojo y lo desacople de la recámara, aumentando la fiabilidad de la extracción del casquillo al permitirle enfriarse y contraerse, ejerciendo así menos fricción en las paredes de la recámara. La Minimi dispara a cerrojo abierto, lo cual elimina el peligro de disparos accidentales debido al sobrecalentamiento del cañón tras disparar ráfagas continuas, al mismo tiempo que el cerrojo y el portacerrojo introducen aire en la recámara y el cañón tras cada disparo, ventilándolos y retrasando el calentamiento. Los gases salen del cilindro de gas hacia arriba, evitando así el levantamiento de polvo y tierra que delatarían la posición del ametrallador. La Minimi tiene una válvula de gas ajustable, con dos posiciones: normal y adversa. La posición adversa aumenta la cadencia de fuego de 700-800 balas/minuto a 950-1150 balas/minuto y solamente es empleada en condiciones climáticas severas o cuando el tubo de gases de la ametralladora está muy sucio. El muelle del extractor se encuentra dentro del cerrojo, mientras que el extractor de palanca oscilante se encuentra dentro del cajón de mecanismos. Los casquillos son expulsados a través de una portilla situada en la parte inferior derecha del cajón de mecanismos, que es protegida del polvo con una cubierta. La Minimi emplea el sistema de percutor lanzado, en donde el portacerrojo actúa como percutor. 
El arma es alimentada desde el lado izquierdo mediante cintas de eslabón desintegrable M27 (una versión miniaturizada de la cinta M13 para cartuchos 7,62 x 51 OTAN), tanto sueltas como transportadas en una caja de polímero (con capacidad para una cinta de 200 cartuchos) acoplada a la base del cajón de mecanismos, o desde cargadores STANAG empleados en otros fusiles de asalto de la OTAN, como el M16 y el FNC. La alimentación mediante cargadores se utiliza solamente en situaciones de emergencia, cuando las cintas se han agotado. La cinta es introducida en la bandeja de alimentación, mientras que los cargadores se insertan en una portilla con un ángulo de 45°, situada bajo la abertura de la bandeja de alimentación. Cuando una cinta es introducida en la bandeja de alimentación, ésta cubre la portilla para cargadores. Al igual que un cargador insertado evitará la introducción de una cinta. Cuando no se emplea la portilla para cargadores, esta es cerrada por una cubierta en forma de "L" con bisagras, que tiene un diente, el cual encaja en una abertura del cargador y sirve como retén de este. Esta novedosa característica fue desarrollada por el ingeniero de la FN Maurice V. Bourlet (US patent 4112817) y permite a la Minimi pasar instantáneamente de ser alimentada mediante cintas a ser alimentada por cargadores sin ninguna modificación. El mecanismo de alimentación es de tipo trinquete, basado en el de la ametralladora media FN MAG, que a su vez se basó en el de la ametralladora MG42 de la Segunda Guerra Mundial.[cita requerida] La cinta es movida en dos etapas gracias al movimiento hacia adelante y atrás del portacerrojo, lo cual permite una alimentación continua y fluida. La cubierta de la bandeja de alimentación presenta un mecanismo que indica la presencia de un cartucho en ésta. 
La Minimi tiene un seguro manual de tipo botón instalado en el mecanismo del gatillo, sobre el pistolete. Cuando el arma está asegurada, desactiva el mecanismo de este; al presionar el botón desde el lado derecho, aparecerá una parte de este con una línea roja en el lazo izquierdo del arma, indicando que está lista para disparar. El pistolete de polímero negro fue inicialmente copiado directamente de los fusiles FAL y FNC, pero ahora se emplea uno modificado con estrías laterales e instalado a un ángulo más pequeño respecto del cajón de mecanismos.
Los cañones usados por la Minimi tienen una mayor resistencia al calor para poder abrir fuego continuo, tienen un ánima estriada y cromada (6 estrías a dextrógiro) y son fabricados en dos versiones: con una tasa de giro de 178 mm para estabilizar la bala pesada belga SS109, o una tasa de giro de 305 mm para emplear la munición estadounidense M193. Los cañones son de cambio rápido; una palanca situada en el lado izquierdo del arma los desacopla de su base. Una agarradera de transporte va fijada al cañón y ayuda en el proceso de cambiarlo. Un soldado bien entrenado será capaz de cambiar el cañón y cargar el arma para abrir fuego en tan solo 6-7 segundos. Las primeras versiones de la Minimi tenían un apagallamas con ranuras laterales, como los de los fusiles FNC, CAL y FAL; las ametralladoras de producción reciente tienen un apagallamas ranurado en forma de cono, más corto. 
La versión ametralladora ligera estándar tiene un cañón de 465 mm y una culata esquelética de aluminio con un portacorreas plegable de alambre. El modelo acortado Para tiene un cañón de 349 mm y una culata deslizante, mientras que el modelo para montar a bordo de vehículos tiene un cañón de 465 mm, aunque no trae culata ni mecanismos de puntería. Todos los modelos pueden ser alternativamente equipados con una culata fija de material sintético, la misma de la M249, que contiene un amortiguador hidráulico que contribuye a estabilizar la cadencia de fuego y reduce el retroceso.
La Minimi tiene un cajón de mecanismos hecho de acero estampado y soldado. Tanto la versión estándar como la Para vienen equipadas con un bípode plegable fijo, montado en el cilindro de gases y que se pliega bajo el guardamano. Se puede ajustar la altura del bípode, ya que cada pata tiene tres posiciones. El bípode también ofrece un campo de rotación de 15° a cada lado. Cuando el bípode está desplegado, el eje del cañón es elevado a una altitud de 465 mm. La Minimi también puede ser disparada desde el trípode belga FN360° o el montaje estadounidense M122 con ayuda de un soporte de M60. La Minimi instalada a bordo de vehículos está equipada con un gatillo eléctrico, que permite dispararla del interior del vehículo desde otra posición. 
Tanto los modelos estándar y Para vienen con un alza ajustable tanto en vertical como en horizontal, que permite efectuar disparos con alcances entre 300 y 1000 metros, mediante aumentos de 100 metros. El punto de mira está encapuchado y viene instalado en un poste sobre el bloque de gases, siendo también ajustable en vertical y horizontal. Los primeros modelos de la Minimi tenían el alza montada sobre la cubierta del mecanismo de alimentación y el poste del punto de mira fijado cerca de la boca del cañón. También puede emplearse un adaptador que permite la instalación de miras telescópicas nocturnas y diurnas de la OTAN. Los accesorios estándar suministrados con la Minimi se componen de tres cajas de munición con capacidad de una cinta de 200 cartuchos cada una, un kit de limpieza almacenado en el guardamanos, una botella de aceite, correa portafusil y adaptador para disparar cartuchos de fogueo.

## Variantes

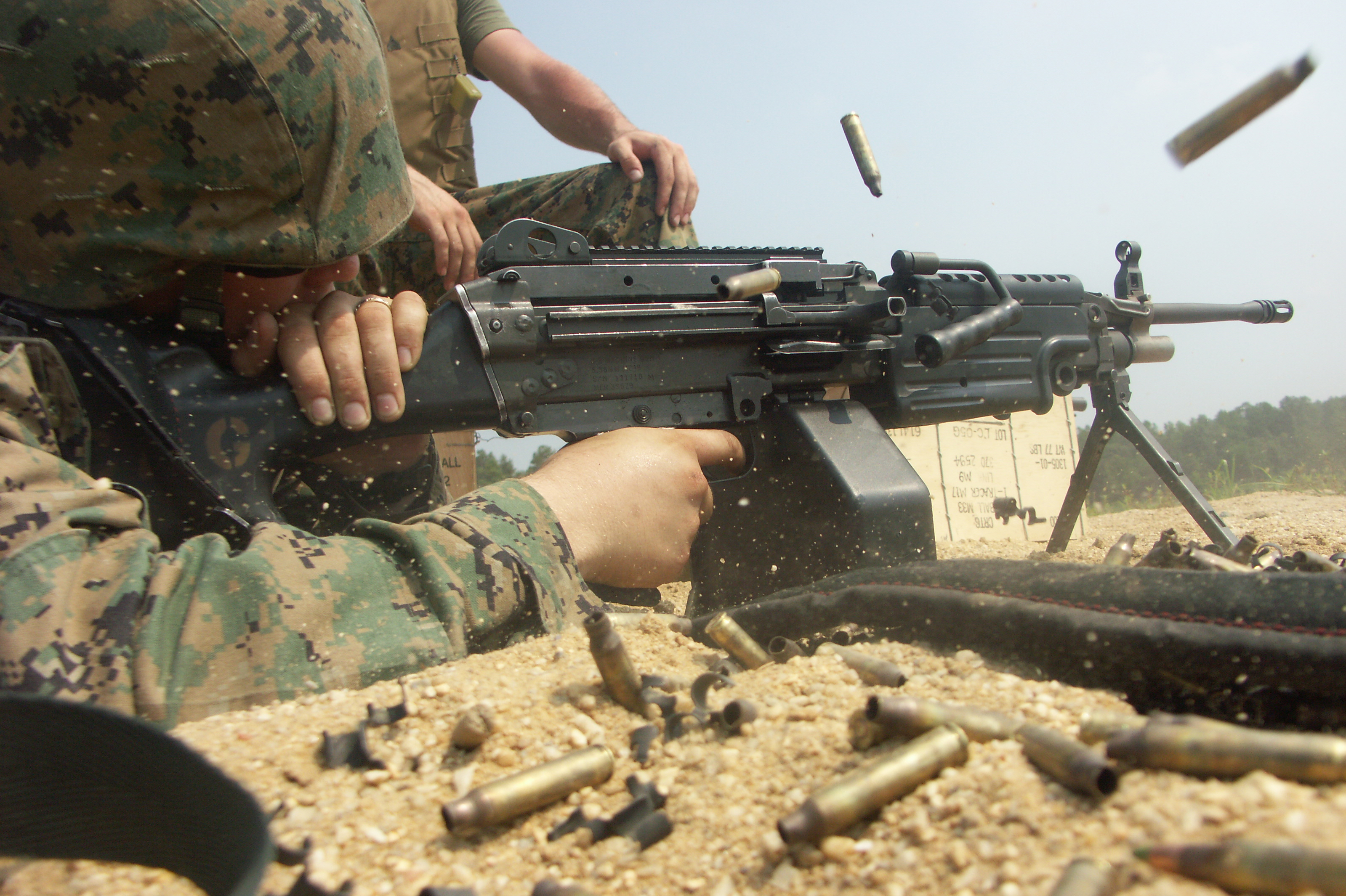
Un marine estadounidense dispara una M249 con mejora PIP.

La versión M249 de la Minimi fue adoptada por el Ejército estadounidense en 1982. Y desde 1984 es producida en los Estados Unidos por una subsidiaria local (FN Manufacturing LLC), en Carolina del Sur
Como parte del PIP (Product Improvement Progam; programa de mejora del producto) del Ejército, la M249 fue actualizada con: una nueva culata de material sintético y amortiguador modificado; un regulador de gases fijo; un apagallamas/compensador tipo "jaula" del M16A2; una cubierta radiadora de polímero para el cañón; y una agarradera de transporte plegable. Como resultado, el peso del arma aumentó a 7,47 kg (16,5 libras). Varias de las mejoras del PIP fueron posteriormente agregadas a la Minimi por FN. 
Una variante ligera de la Para, con un adaptador de riel Picatinny sobre la cubierta del mecanismo de alimentación, es conocida como la Minimi SPW (Special Purpose Weapon; arma de propósito especial). Le han retirado la portilla de alimentación por cargadores para reducir aún más su peso, además de agregarle un guardamanos con rieles MIL-STD-1913 que permite el empleo de accesorios tácticos estándar. 
Otra variante de la SPW ordenada por las US Special Operations Forces es la Mk 46 Mod 0, que incorpora un cañón ligero con estrías de refrigeración pero carece del sistema de alimentación por cargador, puntos de apoyo para montaje en vehículos y agarradera de transporte. Un guardamanos con rieles asegura su modularidad y adaptabilidad, permitiendo el empleo de linternas, pistoletes y punteros láser infrarrojo. Una variante mejorada conocida como la Mk 46 Mod 1, con un guardamanos mejorado y un ligero bípode de titanio, ha sido adoptada por la Marina estadounidense. 
El prototipo de la Minimi fue originalmente diseñado para emplear cartuchos 7,62 x 51 mm OTAN, siendo posteriormente rediseñado para el cartucho 5,56. Cuando la USSOCOM emitió los requisitos para la Mk 48 Mod 0, los planos originales de la Minimi fueron empleados para desarrollar este nuevo modelo. Como resultado de las críticas favorables sobre el Mk 48 Mod 0 y la creciente demanda de una variante más poderosa de la Minimi, FN Herstal introduce la Minimi 7,62, disponible en varias configuraciones diferentes. Aparte del mayor calibre, la Minimi 7,62 incorpora un sistema de gases auto-regulable y un amortiguador hidráulico en la culata. La Minimi 7,62 también tiene una disposición diferente del alza y el punto de mira, adaptados a un cartucho más grande. El alza puede ajustarse desde 100 a 1000 metros, en incrementos de 100 metros. También puede ajustarse en horizontal. Una variante de la Minimi 7,62 equipada con un guardamanos con rieles Picatinny, es la Minimi 7,62 TR. 
Copias de la Minimi han sido producidas en China, como la XY 5,56 x 45, en calibre 5,56 x 45mm OTAN. Son solo para exportación.

## Usuarios

### OTAN

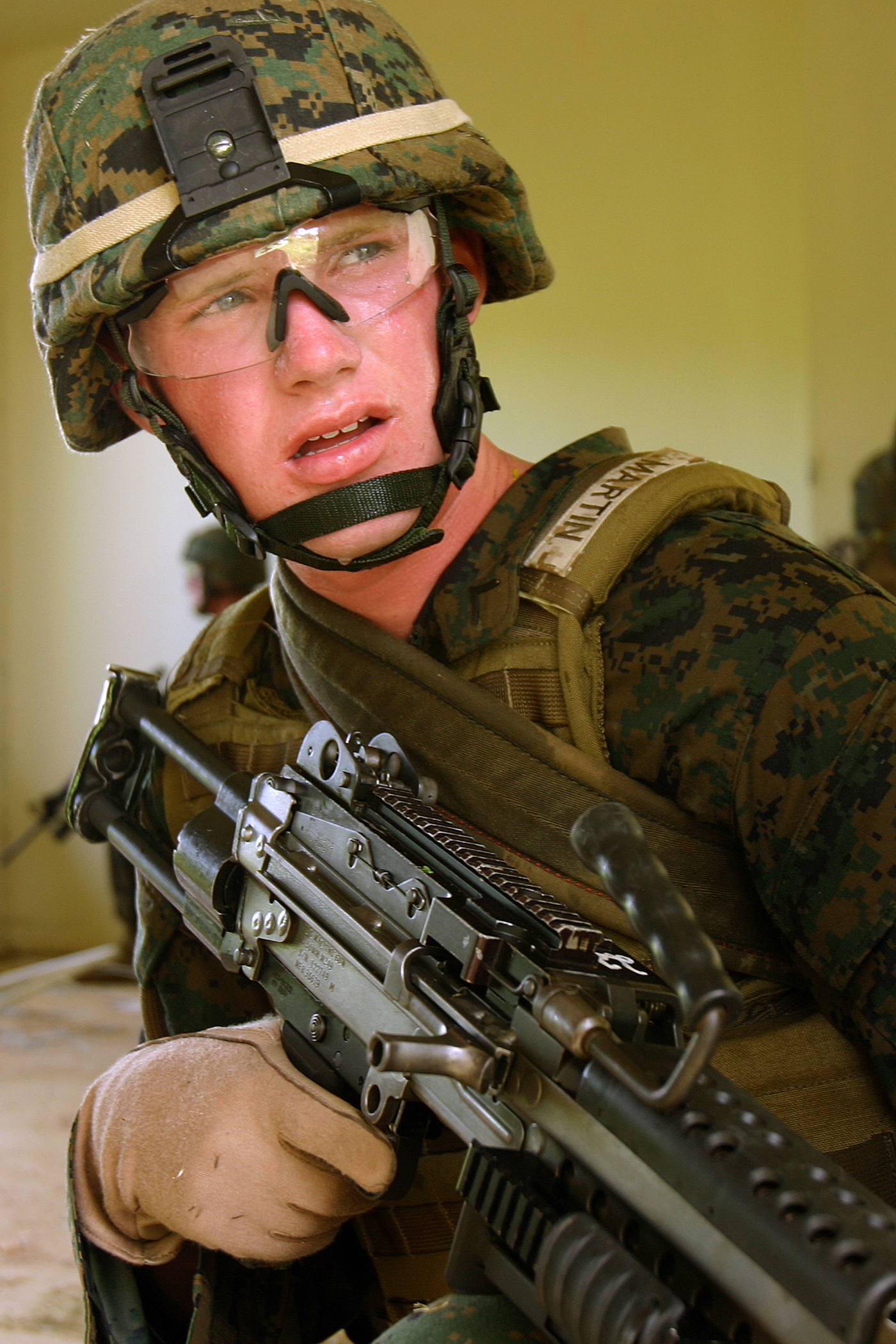
Ametrallador del Cuerpo de Marines de EE. UU., armado con una M249 con culata deslizante.

- Bélgica: Las tropas del Ejército y la Fuerza Aérea emplean la Minimi estándar (M1). Las tropas aerotransportadas usan el modelo Para (M3).

- Canadá: La C9 de las Fuerzas Armadas canadienses es una Minimi estándar con una culata de tubos de acero. La C9A1 viene equipada con un riel Picatinny sobre la cubierta del mecanismo de alimentación y una mira telescópica ELCAN C79 3,4x.[5] La C9A2 fue mejorada con la introducción de un cañón más corto, culata y guardamanos en plástico verde, contenedores de munición de tela (reemplazando a los de plástico), una culata deslizante tipo C8, un pistolete delantero plegable y un módulo láser de puntería (MLP).[6] Cada sección de infantería va armada con dos ametralladoras C9. Todas estas ametralladoras son fabricadas por Diemaco.[7]

- Eslovenia: Las Fuerzas Armadas eslovenas emplean la Minimi Para.[8]

- España: Armada Española, Infantería de Marina y Ejército del Aire (EADA, SEADA y EZAPAC).[9]

- Estados Unidos: Fue adoptada oficialmente el 1 de febrero de 1982 como la M249 Squad Automatic Weapon, pero la distribución oficial fue retrasada hasta finales de los '80. En el ejército y los marines estadounidenses, la SAW es habitualmente empleada en equipo; un miembro de un equipo compuesto por 3 o 5 soldados lleva esta ametralladora. La SAW también es el arma estándar para un equipo de reconocimiento anfibio compuesto por 4 o 5 soldados.

- Francia: Ampliamente empleada por el Ejército francés. Reemplazó a la ametralladora media AAT-F1.[10]

- Grecia: Fabricada bajo licencia por EAS, es empleada por el Ejército griego y fuerzas especiales.[11] Los primeros 10 ejemplares fueron suministrados en 1999.

- Italia: La Minimi es fabricada bajo licencia por Beretta, que está asociada con la FN, y es empleada por las Fuerzas Armadas italianas, reemplazando a la MG42/59 (variante de la MG42, que todavía es ampliamente empleada en montajes diversos) en el papel de arma automática de escuadrón. La Minimi es ampliamente empleada por las fuerzas italianas en todos los teatros de operación internacionales.[12]

- Letonia: Ametralladora ligera estándar en los arsenales letones.[13]
- Países Bajos: El Ejército holandés ha comprado la versión Para de la Minimi para reemplazar a la MAG en algunos papeles de infantería. La MAG todavía es empleada como ametralladora media, arma de apoyo y montada a bordo de vehículos.[14]

- Noruega: Empleada por los Rangers Costeros (Infantería de Marina) y el Comando Ranger del Ejército.

- Polonia: Empleada por la unidad especial polaca GROM. GROM también emplea la ametralladora Minimi 7,62.

- Reino Unido: Emplea las variantes estándar y Para, conocidas como la L108A1 y la L110A1 respectivamente.[15] El Ejército británico equipa cada equipo de 4 soldados (2 por sección) con la actual variante de la Minimi Para. Esta arma complementa a la L86 LSW como arma ligera de apoyo de sección en el Ejército británico. La ametralladora ligera es a veces equipada con una mira óptica SUSAT (Sight Unit Small Arms Trilux) 4x. También es empleada por la 3.ª Brigada Comando de la Royal Navy y las tropas terrestres de la RAF.

### No-OTAN

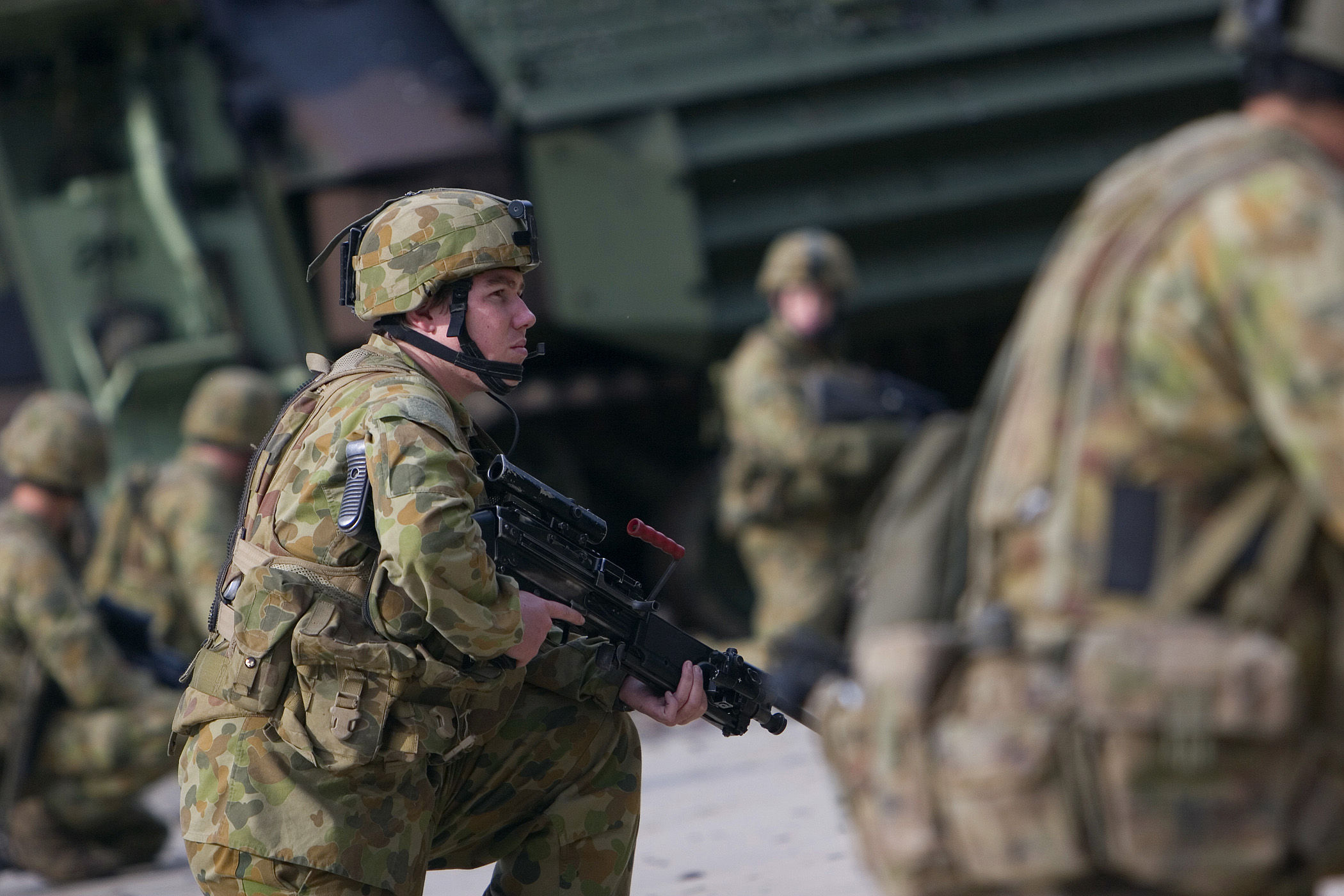
Un soldado australiano con la F89, versión de la Minimi producida localmente.

- Arabia Saudita: Empleada por la Guardia Nacional Saudí.
- Argentina: La Armada Argentina emplea la M249 SAW en todas las unidades de sus divisiones de combate (infantería, artillería, reconocimiento). Estas armas fueron compradas como parte del programa de modernización de la Marina, que tuvo lugar entre mediados y finales de los años '90.
- Australia: Denominada F89 en servicio con las Fuerzas Armadas australianas. El Ejército australiano, la Marina Real Australiana y la Real Fuerza Aérea Australiana emplean desde 1991 una versión de la Minimi fabricada localmente por Austalian Defense Industries (ADI). Esta es esencialmente la misma que el modelo estándar, pero equipada con la misma mira óptica 1,5x empleada en el fusil Steyr AUG. También tiene un apagallamas más largo (idéntico al empleado en la FN MAG), así como un amortiguador hidráulico para mantener una cadencia de fuego consistente al emplear tanto la opción "normal" como la "adversa" del regulador de gas (los primeros modelos suministrados no tenían el amortiguador hidráulico instalado, lo que causó una fatiga prematura del mecanismo de disparo al emplear la opción "adversa" del regulador de gases debido al aumento de la cadencia de fuego de 700 balas/minuto a 1000 balas/minuto) y un contenedor plegable de tela para una cinta de 200 cartuchos. Durante 1999, la F89 fue modificada, cambiando los soportes para la mira óptica situados sobre la cubierta del mecanismo de alimentación por un riel Picatinny MIL-STD-1913, que puede acomodar tanto la mira óptica F88 o la mejorada ELCAN Wildcat. El riel también puede acomodar la mira nocturna Project Ninox. La F89 no tiene una cubierta radiadora y la agarradera de transporte es fija, no plegable. Cada F89 viene con dos cañones de repuesto y un cañón para disparar cartuchos de fogueo. El ametrallador normalmente lleva en combate solo un cañón de repuesto. Dos ametralladoras F89 son asignadas a cada sección de nueve fusileros. Pequeñas cantidades de la Minimi Para son empleadas por los paracaidistas australianos y las fuerzas especiales, pero estas armas no tienen instalado el amortiguador hidráulico.
- Brasil: Los Marines brasileños adoptaron la Minimi como su arma de apoyo de pelotón a mediados de los 90.
- Colombia: Usado por las Fuerzas Especiales del ejército como el Comando conjunto de operaciones especiales.[16]
- Chile: Los Soldados de Infantería, Artilleros del Ejército de Chile emplean este modelo junto con el Rheinmetall MG3. así como la Infantería de Aviación Fuerza aérea de Chile y la Infantería de Marina emplean este modelo junto con el FN SCAR-L.
- El Salvador: Empleada por la Fuerza Armada de El Salvador.
- Emiratos Árabes Unidos
- Filipinas: Empleada por las Fuerzas Armadas de Filipinas (FAF), que han comprado la variante M249.
- República Dominicana:Empleada por las Fuerzas Armadas de la República Dominicana.
- Honduras. Empleada por las Fuerzas Armadas de Honduras.
- Indonesia: Una Minimi es suministrada a cada escuadrón del Ejército indonesio y de los Marines indonesios. La unidad especial Kopassus también emplea la Minimi.
- Irlanda: Los Rangers del Ejército irlandés emplean actualmente la Minimi Para.
- Israel: Empleada por las Fuerzas Armadas israelíes. A comienzos de los 90 fueron compradas cantidades limitadas de ametralladoras, que fueron empleadas en el sur del Líbano. Estas fueron reemplazadas en 1995 por la ametralladora ligera israelí Negev.
- Japón: Reemplazó parcialmente a la NTK-62 dentro del Ejército japonés. Es fabricada bajo licencia por Industrias Pesadas Sumitomo.[17]
- Kuwait
- Líbano: Empleada por los Comandos Navales Libaneses.
- Malasia: El Ejército malayo reemplazó la ametralladora HK11A1 con la Minimi. También es empleada por las unidades especiales de la Policía.
- Marruecos
- México: El Ejército y la Armada emplean las ametralladoras M249 y Minimi, al igual que el Cuerpo de Fuerzas Especiales.
- Nepal: El Ejército nepalí emplea 5500 ametralladoras Minimi. Estas fueron suministradas el 11 de julio de 2002, con acuerdo del gobierno belga.
- Nueva Zelanda: Las Fuerzas Armadas neozelandesas (Marina Real Neozelandesa, Real Fuerza Aérea Neozelandesa y el Ejército Neozelandés) emplean la Minimi bajo la denominación de C9 Minimi. Esta arma ha sido empleada como Arma Ligera de Apoyo del Ejército desde 1988.[18]
- Panamá: Utilizada por el Servicio Nacional de Fronteras (SENAFRONT) y Servicio Nacional Aeronaval (SENAN)
- Perú : Utilizada por el Ejército de Perú, Marina de Guerra del Perú y la Fuerza Aérea del Perú.
- Sri Lanka: El primer país del mundo en adoptar la Minimi como arma de apoyo de escuadrón. Fue suministrada directamente desde Bélgica por FN Herstal.
- Suecia: Conocida como la Ksp 90 (Kulspruta 90). El modelo Para es denominado Ksp 90B.[19][20]
- Suiza: Conocida como la LMg 05, ha reemplazado parcialmente a la MG51, que aún continúa en servicio.
- Tailandia
- Taiwán: El Ejército taiwanés fabrica bajo licencia la Minimi como la Combined Service Forces (CSF) Type 75, la cual era anteriormente fabricada por el Arsenal de Hsing-Hua.
- Timor Oriental: Empleada por las Fuerzas Armadas de Timor Oriental.[21]
- Venezuela: Es empleada por el ejército venezolano como ametralladora de apoyo.